# 5-アミノテトラゾール
5-アミノテトラゾール（5-Aminotetrazole）は、テトラゾールの一種である。熱や衝撃により爆発する性質を利用し、エアバッグの火薬として用いられることがある。